# 플리머스 프라울러

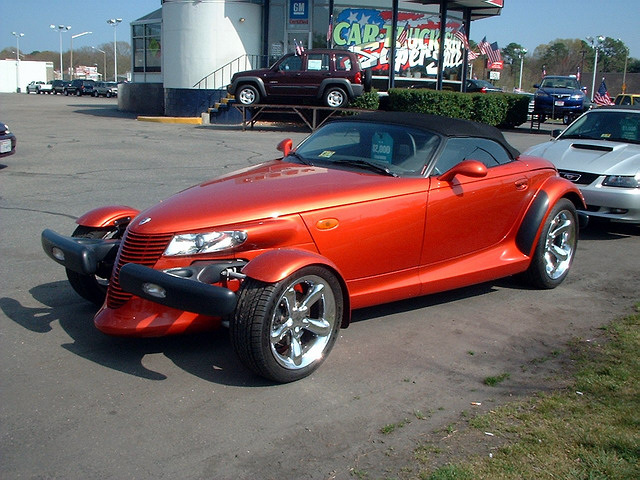
플리머스 프라울러 정측면

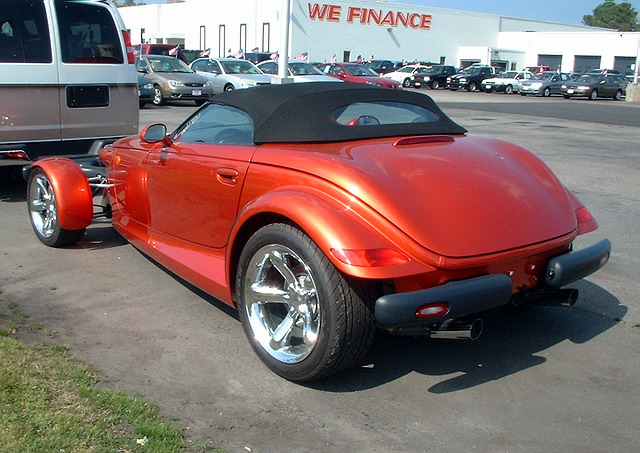
플리머스 프라울러 후측면

플리머스 프라울러(Plymouth Prowler)는 크라이슬러 산하의 플리머스 브랜드로 생산, 판매되었던 후륜구동 방식의 레트로-스타일 스포츠 로드스터이자 플리머스의 마지막 차종이다.

## 디자인에 대한 언급
1990년대 초반 당시 크라이슬러 디자이너들은 핫 로드나 스포트-스터를 컨셉으로 하는 차를 자유롭게 디자인할 수 있는 기회를 받았다. 크라이슬러의 디자인이자 국제적인 감독인 토마스 C. 게일은 1930년대의 핫 로드를 매우 사랑하였고, 실제로 1932년형 포드 차량을 소장했던 적이 있어 이러한 컨셉을 잡을 수 있었다고 한다. 이를 통해 초반에는 크라이슬러가 후원한 아트 칼리지 오브에서 열린 디자인 프로젝트 대회 당시 제안되었던 더글라스 "칩" 푸스의 디자인 컨셉을 반영하였고, 푸스 본인도 본래 쿠페로 디자인했던 것을 로드스터로 계획이 변경되었다고 한다.

## 개요
1993년 1월에 디트로이트 오토쇼에서 동명의 컨셉트 카로 출품되었고, 양산형은 전조등 모양만 살짝 바꾼채 컨셉트 카의 다지인을 그대로 계승하여 1997년에 정식 출시되었다. 엔진은 크라이슬러 LH-플랫폼 일부 차량을 사용했던 3.5L EGG V6가 장착되었고, 4단 자동 변속기와 조합되었다. 엔진 출력에 따라 움직이는 토크 튜브를 통해 동력이 전달되도록 설계된 것이 특징이다. 플리머스에서 그랜 퓨리가 1989년에 단종된지 8년만에 다시 선보인 후륜구동 방식 차종이였으며, 알루미늄 골격 구조를 사용하였다. 미국 오하이오주 셰디사이드에서 차체를 만들고, 미시간주 디트로이트의 코너 에버뉴 조립 공장(CAAP)에서 최종 조립이 이루어졌다. 초기에는 엔진 마력이 241마력인데다가 색상이 프라울러 퍼플 밖에 없었고, 연료탱크와 트렁크도 너무 작다는 이유로 외면을 받았었다. 하지만 이후 엔진 성능은 마력이 253마력으로 상승되는 등 성능을 높였고, 색상이 많이 추가되어 선택의 폭을 넓혔다. 또한 차량 구매시 5,000달러를 더 내면 트레일러가 옵션으로 제공된 것이 큰 특징인데, 트렁크 공간이 비좁았던 것을 단점을 알았던 프라울러 차주 및 애마는 트렁크 용량 문제를 해결할 수 있는 방안 중 하나였다고 한다. 플리머스 브랜드가 크라이슬러 브랜드로 흡수된 2001년에는 크라이슬러 브랜드로 팔렸는데, 이 때문에 크라이슬러 프라울러(Chrysler Prowler)라고 불렸다. 2002년에 후속 차종 없이 단종될 때까지 총 11,702대가 생산되었다. 그 중 1대는 오클라호마주 털사의 한 마우솔레움에서 타임 캡슐 속에 묻혀있으며, 2048년에 개봉될 예정이라고 한다. 이후 2003년에 프라울러의 자리는 크라이슬러 크로스파이어가 채웠다.